# Зелена Сопка
Зелена Со́пка (рос. Зелёная Сопка) — присілок у складі Цілинного округу Курганської області, Росія. 
Населення — 149 осіб (2010, 180 у 2002).
Національний склад станом на 2002 рік:
- росіяни — 74 %